# Weiler (Familienname)
Weiler ist ein deutscher Familienname:

## Namensträger
- Adolf Weiler (1851–1916), Schweizer Mathematiker
- A. H. Weiler (1908–2002), US-amerikanischer Journalist und Filmkritiker
- Albert Weiler (Mediziner) (1863–1917), deutscher Kinderarzt
- Albert Weiler (* 1965), deutscher Politiker (CDU)
- Anke Weiler (* 1972), deutsche Ruderin
- August Weiler (1914–2007), deutscher Landrat
- Barbara Weiler (* 1946), deutsche Politikerin (SPD)
- Bertram Weiler (1898–1972), deutscher Politiker (NSDAP)
- Carl von Weiler (1879–1922), deutscher Verwaltungsbeamter
- Christian von Weiler († 1717), deutscher Generalmajor
- Clemens Weiler (1909–1982), deutscher Kunsthistoriker
- Dirk Weiler, deutscher Sänger, Schauspieler und Musicaldarsteller
- Dorothea Arnoldine von Weiler (1864–1956), niederländische Malerin
- Elfriede Weiler (1906–1984), deutsche Politikerin (SPD), MdL Nordrhein-Westfalen
- Elmar Weiler (* 1949), deutscher Pflanzenphysiologe und Hochschullehrer
- Ernst von Weiler (1625–1693), Generalmajor und Chef des kurbrandenburger Artillerie
- Eugen Weiler (Priester) (1900–1992), deutscher Pfarrer, Gerechter unter den Völkern
- Eugen Weiler (Architekt) (1926–1985), deutscher Architekt
- Frank Weiler (* 1968), deutscher Jurist und Hochschullehrer
- Fritz Weiler (* 1943), österreichischer Sänger und Entertainer, siehe Ty Tender
- Günter Weiler (* 1951), deutscher General
- Gerda Weiler (1921–1994), deutsche Psychologin und Pädagogin
- Hannes Weiler (* 1981), deutscher Theater- und Hörspielregisseur, Autor und Videokünstler
- Hans Weiler (* 1934), deutscher Erziehungs- und Politikwissenschaftler
- Harald Weiler (* 1958), deutscher Schauspieler und Theaterregisseur
- Heinz-Rudolf Weiler (* 1955), deutscher Fußballspieler
- Ingomar Weiler (1938–2023), österreichischer Althistoriker
- Jan Weiler (* 1967), deutscher Journalist und Autor
- Joachim Weiler (1947–1999), deutscher Politiker (CDU)
- Johannes V. Weiler († 1636/1637), deutscher Geistlicher, Abt von Marienstatt
- John Weiler (* 1951), österreichischer Schriftsteller und Schauspieler
- Joseph Weiler (Politiker) (1791–1867), deutscher Kaufmann und Politiker, MdL Nassau
- Joseph Wilhelm Weiler (1819–1875), Kaufmann, Fabrikant für chemische Produkte
- Joseph H. H. Weiler (Joseph Halevi Horowitz Weiler; * 1951), südafrikanischer Rechtswissenschaftler
- Julius Weiler (1850–1904), deutscher Chemiker und Industrieller
- Justus Weiler (1585–1635), brandenburgischer Kriegsrat
- Käthe Rülicke-Weiler (1922–1992), deutsche Dramaturgin und Filmwissenschaftlerin
- Karl Weiler (Mediziner) (1878–1973), deutscher Politiker und Arzt
- Karl Weiler (Politiker) (1889–1971), deutscher Kommunalpolitiker
- Karl Josef Weiler (1901–1939), deutscher Beamter, Jurist, NS-Funktionär und Landrat
- Kaspar Weiler (1506–1580), deutscher Patrizier
- Kurt Weiler (1921–2016), deutscher Trickfilmregisseur
- Leonhard Weiler (1549–1601), Kaufmann und Bürgermeister von Berlin
- Lina von Weiler (1830–1890), deutsche Malerin
- Lucien Weiler (* 1951), luxemburgischer Politiker
- Luis Weiler (1863–1918), deutscher Eisenbahningenieur
- Margrit Weiler (1906–1986), österreichische Schauspielerin
- Marie Weiler (1809–1864), österreichische Schauspielerin und Sängerin
- Max Weiler (Fussballspieler) (1900–1969), Schweizer Fußballspieler
- Max Weiler (Maler) (1910–2001), österreichischer Maler
- Milo von Weiler († um 1314), deutscher Benediktiner, Abt von Murrhardt
- Nick Weiler-Babb (* 1995), US-amerikanisch-deutscher Basketballspieler
- René Weiler (* 1973), Schweizer Fußballspieler und -trainer
- Reto Weiler (* 1947), Schweizer Neurobiologe
- Rudolf Weiler (* 1928), österreichischer Theologe und Sozialethiker
- Sepp Weiler (1921–1997), deutscher Skispringer
- Simone Weiler (* 1978), deutsche Schwimmerin
- Sophie von Weiler (* 1958), niederländische Hockeyspielerin
- Stefan Weiler (* 1960), deutscher Kirchenmusiker, Dirigent und Musikpädagoge
- Stephan Weiler (* 1984), Schweizer Modell
- Thomas Weiler (* 1978), deutscher Übersetzer, Herausgeber und Literaturvermittler
- Toni Weiler (1894–1970), deutscher Opernsänger (Bariton)
- Ulrich Weiler (* 1943), deutscher Handballspieler und -trainer
- Ulrike Weiler (1956–2020), deutsche Tierphysiologin und Hochschullehrerin
- Walter Weiler (1903–1945), Schweizer Fußballspieler
- Wayne Weiler (1934–2005), US-amerikanischer Rennfahrer
- Wilhelm Weiler (1890–1972), deutscher Paläontologe und Geologe
- Wilhelm von Weiler (* 1807 oder 1809; † 1878), deutscher Bauingenieur und Architekt
- Wolfgang Weiler (* 1952), deutscher Kaufmann und Versicherungsmanager